# Cezij
Cezij je kemijski element atomskog (rednog) broja 55 i atomske mase 132,90545. U periodnom sustavu elemenata predstavlja ga simbol Cs.
To je meki, srebrno zlatni alkalijski metal, s talištem na 28 °C, što ga čini jednim od pet metala elemenata koji su tekući na sobnim temperaturama. Budući da je cezij alkalijski metal, njegova fizička i kemijska svojstva su slična rubidiju i kaliju. Izuzetno je reaktivan i u doticaju sa zrakom na sobnoj temperaturi ili blago povišenoj temperaturi oksidira i sam se zapali (piroforni metali). Reagira s vodom čak i na −116 °C. Cezij kao stabilni element ima najmanju elektronegativnost (0,79 po Paulingovoj ljestvici) od svih elemenata. Od mnogobrojnih cezijevih izotopa, jedino je cezij-133 stabilan. Proizvodi se uglavnom od minerala polucita. Radioaktivni cezij-137 se dobiva iz radioaktivnog otpada, koji nastaje u nuklearnim reaktorima.
Cezij su 1860. godine otkrili Robert Wilhelm Bunsen i Gustav Kirchhoff (Njemačka). Ime mu dolazi od latinske riječi caesius za nebesko plavu boju. To je veoma mekani, srebrno bijeli metal. Burno reagira s vodom. Na zraku izgara do superoksida (CsO2). Prva manja primjena je bila u elektronskim cijevima (vezanje kisika) i u solarnim člancima. Godine 1967. je određena frekvencija cezija-133 izabrana od Međunarodnog sustava mjernih jedinica za određivanje trajanja jedne sekunde, jer se cezij već tada dosta koristio za atomske satove. Radioaktivni izotop cezij-137 ima vrijeme poluraspada oko 30 godina, a koristi se u medicini, industriji i hidrologiji. Iako je cezij srednje otrovan, vrlo je opasan kao metal i njegovi izotopi predstavljaju veliku opasnost za zdravlje, u slučaju radioaktivnog ispuštanja.

## Svojstva

### Fizička svojstva
Cezij je vrlo mekan (na Mohsovoj ljestvici ima najmanju vrijednost od svih elemenata – 0,2), vrlo rastezljiv (duktilan) srebrno-bijeli metal, koji razvija srebrno-zlatnu boju u malom prisustvu kisika. Ima talište na 28,4 °C, što ga čini jednim od pet metala elemenata koji su tekući na sobnim temperaturama. Živa je jedini metal koji ima talište niže od cezija. Osim toga, cezij ima nisko vrelište na 641 °C, najniže od svih metala osim žive. Njegovi spojevi izgaraju s plavom bojom.
Cezij stvara legure sa svim ostalim alkalijskim metalima, ali i sa zlatom i živinim amalgamima. Na temperaturama ispod 650 °C stvara legure s kobaltom, željezom, molibdenom, niklom, platinom, tantalom ili volframom. On stvara dobro utvrđene međumetalne spojeve s antimonom, galijem, indijem i torijem, koji su fotoosjetljivi. S ostalim alkalijskim metalima se vrlo dobro miješa (osim s litijem), a legura s 41 % cezija, 47 % kalija i 12 % natrija ima najniže talište od svih poznatih legura, samo −78 °C. Proučavano je samo nekoliko spojeva s amalgamima: CsHg2 je crn s ljubičastim metalnim sjajem, dok CsHg je zlatne boje i isto ima metalni sjaj.

### Kemijska svojstva
Cezij je izuzetno reaktivan i u doticaju sa zrakom na sobnoj temperaturi ili blago povišenoj temperaturi oksidira i sam se zapali (piroforni metali). Osim toga, reagira vrlo eksplozivno s vodom, čak i kod niskih temperatura. Cezij je reaktivniji od svih alkalijskih metala. Reagira s ledom vode čak i na temperaturi od −116 °C. Zbog toga se kao metal smatra opasnim materijalom. Skladišti se i prevozi u suhim zasićenim ugljikovodicima, kao što je mineralno ulje. Može se slično zaštititi u inertnom plinu, kao što su argon ili dušik. Može se spremiti u malim vakuumskim ampulama od borosilikatnog stakla. U količinama većim od 100 grama, cezij se prevozi u nepropusnim spremnicima od nehrđajućeg čelika.
Po kemijskim svojstvima je sličan ostalim alkalijskim metalima, a najviše s rubidijem. Male razlike nastaju jer ima veću atomsku masu i više je elektropozitivan od ostalih alkalijskih metala.

### Kemijski spojevi s cezijem
U velikoj većini cezijevih spojeva, cezij je u obliku kationa Cs+, koji ima ionsku vezu s velikom većinom aniona. Iznimka su alkidi i neki suboksidi. Cezijeve soli su uglavnom bezbojne. Većina jednostavnih soli je higroskopična i može vezati molekule vode na sebe, ali manje od soli drugih alkalijskih metala. Cezijevi acetati, karbonati, halidi, oksidi, nitrati i sulfati su topivi u vodi. Dvostruke soli su često slabije topive i to se svojstvo koristi za izdvajanje iz rude ili mineralnih sirovina. Dvostruke soli s antimonom (kao što je CsSbCl4), bizmutom, kadmijem, bakrom, željezom i olovom su vrlo slabo topive.
Cezijev hidroksid (CsOH) je higroskopičan i vrlo jaka baza. On vrlo brzo nagriza površine poluvodiča, kao što je silicij. Prije se smatralo da je cezijev hidroksid (CsOH) najjača baza, zbog vrlo slabe veze između velikog Cs+ iona i OH–, ali ima i još jačih baza.

### Izotopi
Cezij ima ukupno 39 poznatih izotopa i njihova atomska masa se kreće od 112 do 151. Neki od njih nastaju od lakših elemenata, sporim hvatanjem neutrona unutar starih zvijezda ili unutar eksplozija supernova. Ipak, jedini stabilan izotop je cezij-133, koji ima 78 neutrona i 55 protona. Iako ima veliki spin jezgre (7/2+), proučavanje nuklearne magnetske rezonancije može se obaviti kod rezonantne frekvencije 11,7 MHz.
Radioaktivni cezij-135 ima vrlo dugo vrijeme poluraspada od 2,3 milijuna godina, dok cezij-137 ima 30 godina, a cezij-134 dvije godine. Cezij-137 se raspada u kratkotrajni barij-137, uz oslobađanje beta-čestica, a zatim prelazi u neradioaktivni barij-134. Izotop cezij-134 odmah prelazi u barij-134. Izotopi s atomskom masom 129, 131, 132 i 136 imaju vrijeme poluraspada između jednog dana i dva tjedna. Ostali izotopi imaju vrijeme poluraspada od dijela sekunde do sekunde. Postoji najmanje 21 metastabilan nuklearni izomer, i jedino cezij-134m ima vrijeme poluraspada ispod 3 sata, dok su ostali vrlo nestabilni i raspadaju se za nekoliko minuta ili manje.
Izotop cezij-135 je jedan od najtrajnijih produkatanuklearne fisije urana, koji se stvara u nuklearnim reaktorima. Ipak, stvaranje tog izotopa je smanjeno u većini nuklearnih reaktora, jer njegov prethodnik ksenon-135, snažno reagira s neutronima i pretvara se u stabilni ksenon-136, prije nego što se raspadne u cezij-135.
Kada se cezij-137 raspada u barij-137m i oslobađa beta-čestice, on isto snažno emitira gama-čestice. Zajedno sa stroncijem-90, čini osnovni izvor dugotrajnog radioaktivnog zračenja u potrošenom nuklearnom gorivu, koji nakon nekoliko godina hlađenja emitira još nekoliko stotina godina. Tako na primjer, cezij-137 zajedno sa stroncijem-90, trenutno stvara najveći izvor radioaktivnosti nastao nakon Černobilske nesreće. Ne može se proces ubrzati s neutronima, jer slabo hvataju neutrone, pa se moraju ostaviti do potpunog raspada.
Gotovo sav cezij dobiven iz nuklearne fisije, koji stvara i beta-čestice, nastaje od prethodnika bogatih neutronima, posebno joda i ksenona. Ali jod i ksenon su hlapljivi i mogu izaći iz nuklearnog goriva, pa se radioaktivni cezij može naći i dosta daleko od nuklearnog reaktora. Kada je počelo testiranje nuklearnog oružja 1945., cezij je oslobođen u Zemljinu atmosferu, a zatim se vratio na površinu Zemlje u obliku radioaktivne prašine.

### Nalazišta
Cezij je relativno rijedak element u Zemljinoj kori, s obzirom na to da ga ima oko 0,0003%. To ga čini 45. elementom po zastupljenosti i 36. od svih metala. Ipak, ima ga više od antimona, kadmija, kositra i volframa, i puno više od žive ili srebra, ali ima ga 30 puta manje od rubidija, koji je kemijski vrlo sličan element.
Zbog velikog ionskog polumjera, za vrijeme kristalizacije magme, cezij se kristalizira među posljednjima. Zbog toga, cezij ćemo naći samo u nekoliko minerala. Jedini ekonomski isplativ mineral je polucit Cs(AlSi2O6), koji se može naći samo na nekoliko mjesta u svijetu i često zajedno s litijevim mineralima. Jedan od najvećih rudnika cezija je u Kanadi, gdje ga ima oko 66 % svjetskih rezervi. Da bi polucit bio isplativ za vađenje, treba imati više od 19 % cezija. Ostala značajna nalazišta su u Zimbabveu i Namibiji.

## Povijest
1860. su Gustav Kirchhoff i Robert Bunsen otkrili cezij u mineralnoj vodi iz Dürkheima (Njemačka). Zbog jake plave linije u emisionom spektru, nazvali su ga po latinskoj riječi caesius, što znači plavo nebo. To je bio prvi element koji je otkriven uz pomoć spektroskopije, samo godinu dana nakon otkriča spektrometra.
Da bi dobili čisti uzorak cezija, bilo je potrebno ishlapiti 44 000 litara mineralne vode, da bi se dobilo 240 kilograma koncentrirane otopine soli. Zemnoalkalijski metali su se odlobodili kao talog, ostavljajući alkalijske metale u otopini. Zatim je dodavan etanol, da bi se soli pretvorile u nitrate i tako oslobodili natrija. Iz te preostale smjese, litij je odvojen s amonijevim karbonatom [(NH4)2CO3]. Kalij, rubidij i cezij stvaraju netopive soli s kloroplatinskom kiselinom [H2PtCl6•(H2O)6], ali te soli pokazuju laganu razliku u topivosti u vrućoj vodi. Zbog toga, slabije topivi cezij i rubidij heksakloroplatinat ((Cs,Rb)2PtCl6) se može izdvojiti djelomičnom kristalizacijom. Nakon redukcije heksakloroplatinata s vodikom, cezij i rubidij se mogu razdvojiti zbog razlike u topivosti njihovih karbonata u alkoholu. Na kraju, Kirchhoff i Bunsen su dobili 9,2 grama rubidijevog klorida i 7,3 grama cezijevog klorida, iz 44 000 litara mineralne vode.
U početku, cezij se više koristio u istraživačke svrhe. Prva primjena je počela oko 1920., kada se cezij počeo upotrebljavati u elektronskim cijevima. Imao je dvije uloge: da odstrani višak kisika u cijevi nakon proizvodnje i kao premaz na grijanoj katodi, s ulogom povećanja električne provodljivosti. Nakon toga, nije cezij imao drugih primjena sve do 1950-tih. Tada se počeo upotrebljavati cezij-133 u solarnim člancima, fotomultiplikatorima, optičkim dijelovima za infracrvenu spektroskopiju, kao katalizator za neke organske reakcije, kao kristal za scintilatorski brojač i u magnetohidrodinamičkim generatorima električne struje.
Od 1967., Međunarodni sustav mjernih jedinica zasniva definiciju sekunde na svojstvima cezija. Sekunda je trajanje od 9 192 631 770 perioda zračenja koje odgovara prijelazu između dviju hiperfinih razina osnovnog stanja atoma cezija-133 na temperaturi od 0 K.

## Primjena

### Naftne bušotine
Danas se cezij najviše upotrebljava kao cezijev format ili fluid za naftne bušotine, koji pomaže kod geoloških bušenja. Tekuća otopina cezijevog formata (HCOO–Cs+), koji nastaje kemijskom reakcijom cezijevog hidroksida i mravlje kiseline, je razvijena oko 1990. Uloga tog fluida je da podmazuje svrdla za bušenje nafte i da održava povoljan tlak kod bušenja. Velika gustoća cezijevog formata (2,3 g/cm3) i njegov blag utjecaj na okoliš (može se reciklirati), doveli su do njegove zamjene s puno agresivnijim sredstvima.

### Atomski sat
Atomski satovi na bazi cezija koriste elektromagnetsko zračenje, koje nastaje kod prijelaza između dviju hiperfinih razina osnovnog stanja atoma cezija-133 na temperaturi od 0 K. Prvi atomski sat je napravljen 1955. u Velikoj Britaniji. Od tada, njegova izrada je toliko napredovala, da se smatra jednim od najpreciznijih uređaja, koje je čovjek napravio u svojoj povijesti. Najnovija generacija atomskih satova ima najveću grešku od 1 sekunde u 30 milijuna godina.

### Električna energija i elektronika
Termionički generatori s cezijevim parama su uređaji malih snaga, koji mogu pretvoriti toplinsku energiju u električnu energiju. To su elektronske cijevi, u kojima cezijeve pare stvaraju tok elektrona, ako dođe do zagrijavanja.
Cezij ima isto primjenu kod fotoelektričnog učinka ili fotoefekta, koji se koristi za solarne članke, jer metalna smjesa K2CsSb ima vrlo nizak izlazni rad materijala, što omogućuje lakše oslobađanje elektrona kod fotoefekta. To se koristi za uređaje za optičko prepoznavanje znakova, fotomultiplikatore i cijevi za video kamere. Ipak, neki elementi kao germanij, rubidij, selen, silicij i telurij mogu zamijeniti cezij za tu primjenu.
Cezijev jodid (CsI), bromid (CsBr) i fluorid (CsF) su kristali koji se koriste za scintilator u scintilatorskom brojaču, koji služi za ispitivanje minerala i u fizici elementarnih čestica, jer su pogodni za otkrivanje gama-čestica i rendgenskih zraka. Cezijevi spojevi pomažu boljem otkrivanju, bržem odgovoru (CsF) i manjoj higroskopičnosti (CsI).
Cezijeve pare se koriste kod većine magmetometara. Slično se koristi i kod spektrometara. Kao i drugi alkalijski metali, cezij snažno veže kisik na sebe, pa se koristi u elektronskim cijevima. Koristi se i kod lasera, fluorescentnih cijevi i parnih ispravljača.

### Molekularna biologija
Zbog svoje velike gustoće, cezijev klorid (CsCl), sulfat (Cs2SO4) i trifluoracetat [Cs(O2CCF3)] se koriste u molekularnoj biologiji za centrifugiranje, kada treba odvojiti uzorke virusa, organela i dijelove nukleinskih kiselina iz biološkog uzorka.

### Kemija i medicina
U kemiji se cezij rijetko upotrebljava. Koristi se kao dodatak za katalizatore u dobivanju metanola i alkena, te za dobivanje sumporne kiseline iz sumporovog dioksida. Cezijev fluorid se koristi u organskoj kemiji kao baza. Cezijeve soli ponekad zamjenjuju kalijeve i natrijeve soli u postupku dobivanja estera i polimerizaciji.

### Nuklearna primjena izotopa cezija
Cezij-137 je uobičajen radioaktivni izotop, koji se koristi za dobivanje gama-čestica. Prednost je jer vrijeme poluraspada traje 30 godina i raspada se u barij-137, koji nije radioaktivan. Njegova velika topljivost u vodi je nedostatak, koja mu ograničava primjenu. Koristio se u liječenju raka i u sterilizaciji hrane, medicinske opreme i kanalizacije. Korištenje cezij-137 klorida za liječenje raka je prestalo, jer postoji mogućnost radioaktivnog trovanja hrane. Cezij-137 se koristi za razna industrijska mjerila, kao za mjerenje vlage, gustoće ili debljine nekog materijala.
Cezij-137 nastaje nakon pokusa s nuklearnim oružjem i oko nuklearnih elektrana. Nuklearni pokusi od 1945. do 1980. su oslobodili cezij-137 u atmosferu, koji je na kraju završio u prašini i sedimentima. Cezij-134 se koristi za mjerenje ispuštanja cezija iz nuklearnih elektrana.

### Ostale primjene
Cezij ili živa su se u početku koristili za ionski pogon, a to je vrsta električnog pogona za svemirske letjelice. Hall ionski pogon ubrzava ione korištenjem električnog potencijala između cilindrične anode i negativno nabijene plazme, koja stvara katodu. Cezij je ulazio blizu anode, gdje odmah postaje ioniziran, pa ione privlači katoda koja ih ubrzava, uz put pokupi elektrone i neutralan napušta s velikim brzinama.
Cezijev nitrat se koristi kao oksidans u pirotehnici, da bi izgorio silicij u crvenim bakljama. Cezij se koristio i kod vojnog aviona Lockheed SR-71 Blackbird, da bi ga teže otkrili radari. Cezij i rubidij se koriste kao karbonati u proizvodnji stakla, za smanjenje električne provodljivosti, što je naslo primjenu u proizvodnji optičkih vlakana i uređaja za noćno gledanje. Cezijev fluorid se koristi u lemljenju aluminija, da bi se smanjila količina magnezija.

## Opasnost po zdravlje
Cezijevi spojevi se ubrajaju u srednje opasne po ljudsko zdravlje, a obično se ljudi rijetko s njima susreću. Cezij kao metal je vrlo reaktivan i eksplozivan kada dolazi u dodir s vodom, pa čak i s vrlo hladnom vodom (piroforni metali).
Cezij-134 i cezij-137 su radioaktivni, a njihova koncentracija ovisi o blizini nuklearnih izvora. Tako je nakon Černobilske nesreće, cezij-137 postao najveći izvor radijacije nakon 200 dana od nesreće. Cezij-137 se ne nakuplja u tijelu tako jako kao radioaktivni jod ili stroncij. Obično se cezij-137 ispire s kože vrlo brzo, ili oslobađa iz tijela kroz znoj i urin. Ali zato se znatno nakuplja u tkivima biljaka, naročito u voću i povrću. Zabilježeno je da su gljive nakupile znatnu količinu cezija-137 u blizini Černobila. Cezij-137 se smatra biološki naročito opasnim po zdravlje.